# 穆宗河
穆宗河（法語：Mouzon，法語發音：[muzɔ̃]）是法国大東部大區孚日省与上马恩省的河流，是默兹河的右支流，长63.3千米。